# Marcaltő
Marcaltő is een plaats (község) en gemeente in het Hongaarse comitaat Veszprém. Marcaltő telt 876 inwoners (2001).